# NovelAI
NovelAI（ノベルエーアイ）は、オンラインクラウドに基づくSaaSモデルの有料サブスクリプションサービスで、人工知能 (AI) によってシチュエーションと文章から画像の出力を行う。2021年6月15日にベータ版が公開され、2022年10月3日に画像生成機能が実装された。NovelAIは、デラウェア州に拠点を置くAnlatan社によって運営されている。
NovelAIは、生成された画像などのいかなるファイルであっても所有権や著作権保護を主張していない。

## 特徴
NovelAI は、Danbooru ベースのデータセットで特別にトレーニングされた、 Stable Diffusion 、テキストから画像への diffusion model のカスタムインプリメンテーションを使用して、画像を生成する。
テキスト プロンプト、および GPT ベースのモデルからストーリーライティングの散文を生成する。
既存の画像に基づいて新しい画像を生成する機能もある。
NovelAIのサービス利用規約には、ユーザーが個人であるか法人であるかに関係なく、生成されたすべてのコンテンツはユーザーに属すると記載されている。Anlataは、生成された画像が彼らのサーバに保存されていないと述べている。

## 反応
画像生成機能の実装後すぐに、NovelAIは日本で広く議論された。一部の評論家は、その画像生成機能が日本のアニメキャラクターに近いものを生成するのに非常に優れていると指摘した。他の人は、元のアーティストの承諾なしに転載された画像で機械学習が行われているNovelAIが有料サービスであることに懸念を表明した。弁護士の寺内康介は、機械学習で著作権で保護されたコンテンツを使用することは、2018年の法改正以降、日本では違法ではなくなったと述べている。NovelAIの本拠地であるアメリカ合衆国では、機械学習を規制する特定の法的枠組みがないため、代わりにアメリカ著作権法のフェアユース原則が適用される。
弁護士の柿沼太一は、30条の4はあくまで学習段階の著作物の利用を適法化するものであって、AI創作物による著作権侵害を適法化するものではないと述べている。

## 不正アクセスによるデータ流出および変造モデルの法的問題
2022年10月6日に第三者による不正アクセスにより、生成モデルデータを含むソフトウェアやソースコードが流出した。
不正アクセスにより流出したモデルデータはTorrentなどで共有され、変造されたモデルが公開されている。
流出モデルや変造モデルのダウンロードや利用については不正競争防止法や著作権法に抵触する可能性がある。